# Pahaniemi
Pahaniemi est un quartier du district Pansio-Jyrkkälä à Turku en Finlande,.

## Description
Pahaniemi est à environ quatre kilomètres à l'ouest du centre-ville.
Le quartier comprend quatre zones.
Härkämäki et Jyrkkälä sont bâties d'immeubles résidentiels le long de Naantalintie.
Vienola comprend des immeubles d'habitation, de vieilles maisons individuelles et quelques maisons mitoyennes.
La zone de maisons individuelles de Pahaniemi est située dans la partie sud du quartier.
Härkämäe et Jyrkkälä ont tous deux un petit centre commercial avec une épicerie, un salon de coiffure, une pizzeria et un pub.
Jyrkkälä a également l'une des bibliothèques locales de la bibliothèque municipale de Turku (fi).

## Galerie

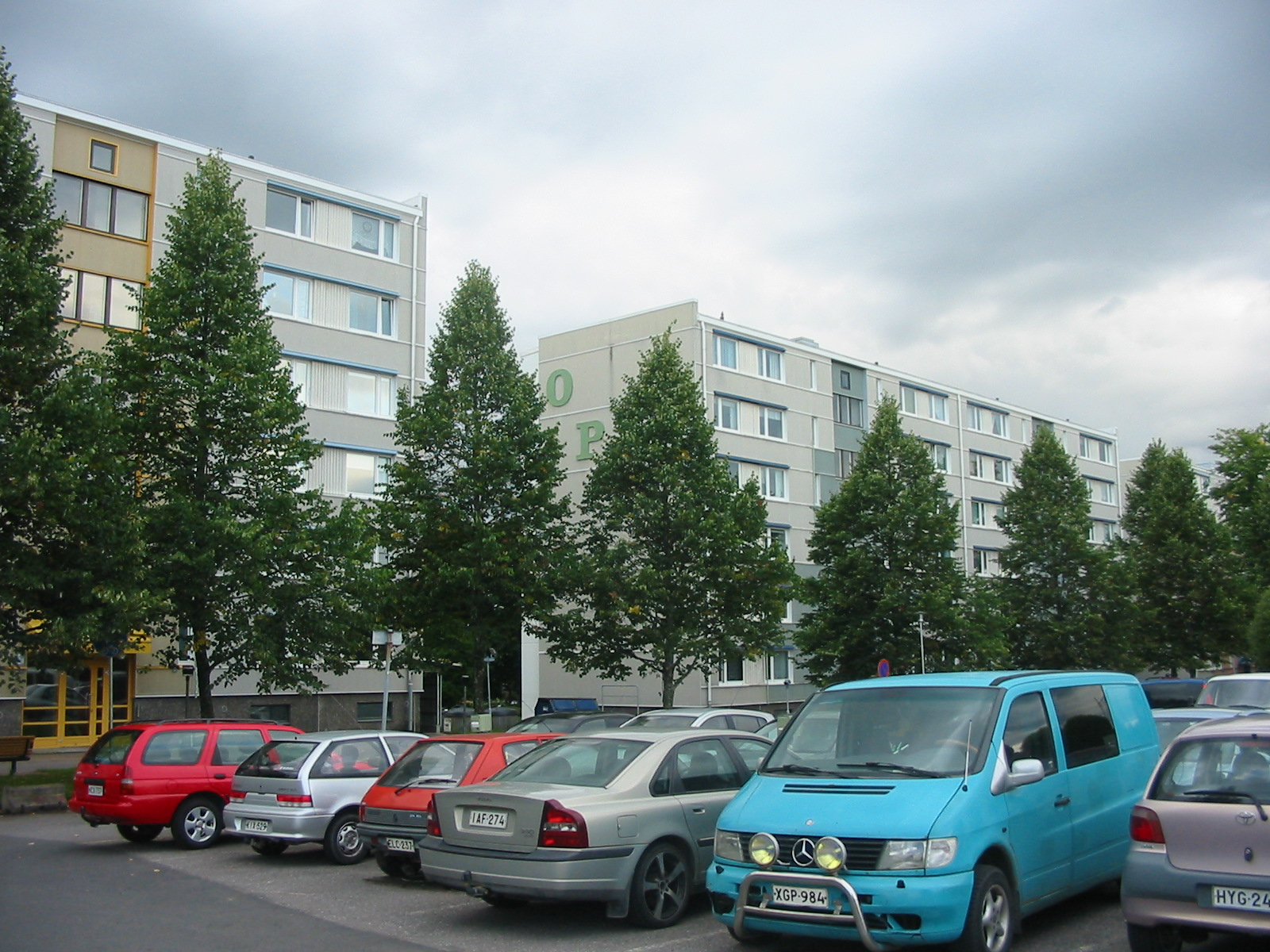
Résidence de Jyrkkälä à Pahaniemi.
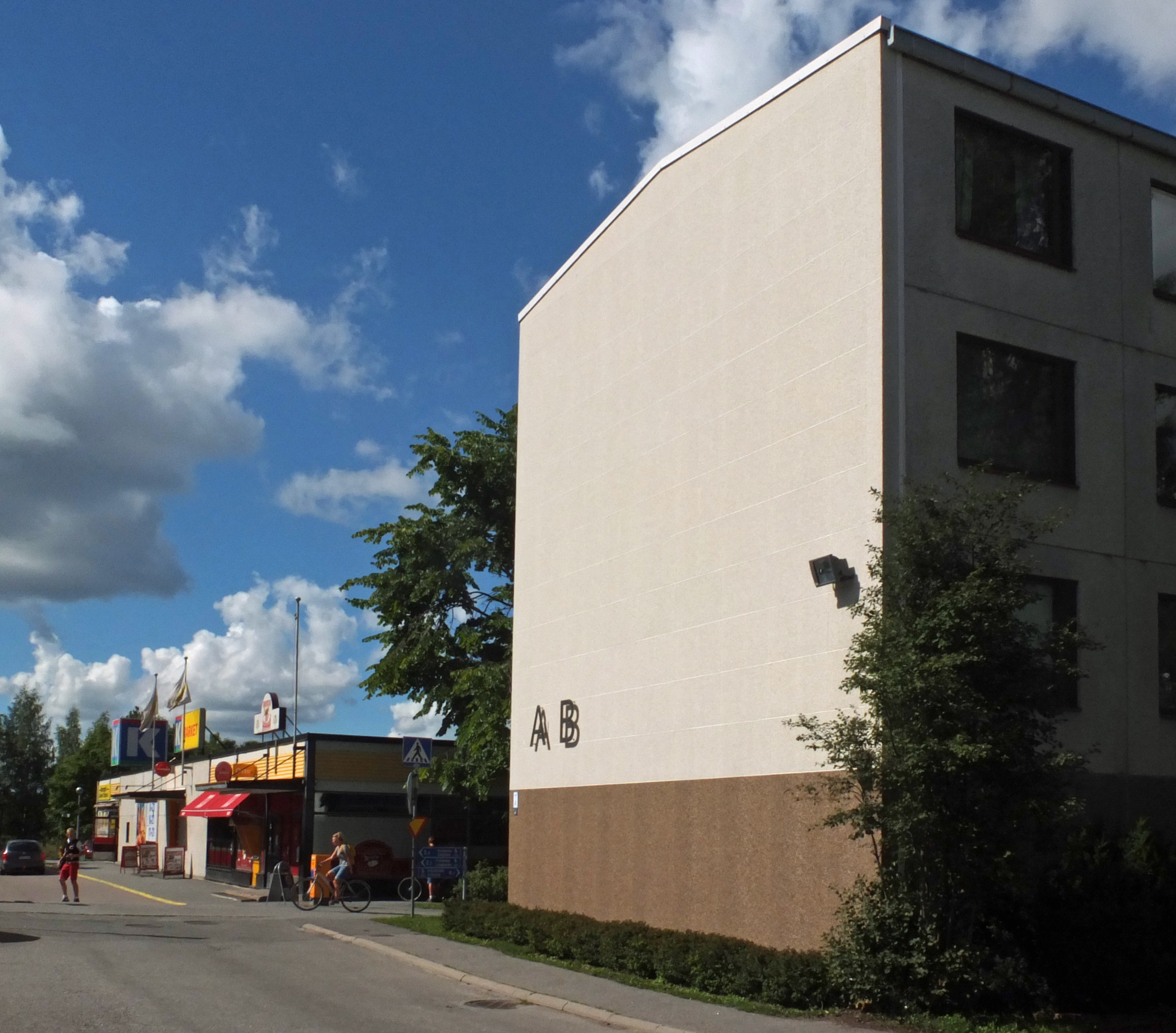
Harkamaki.
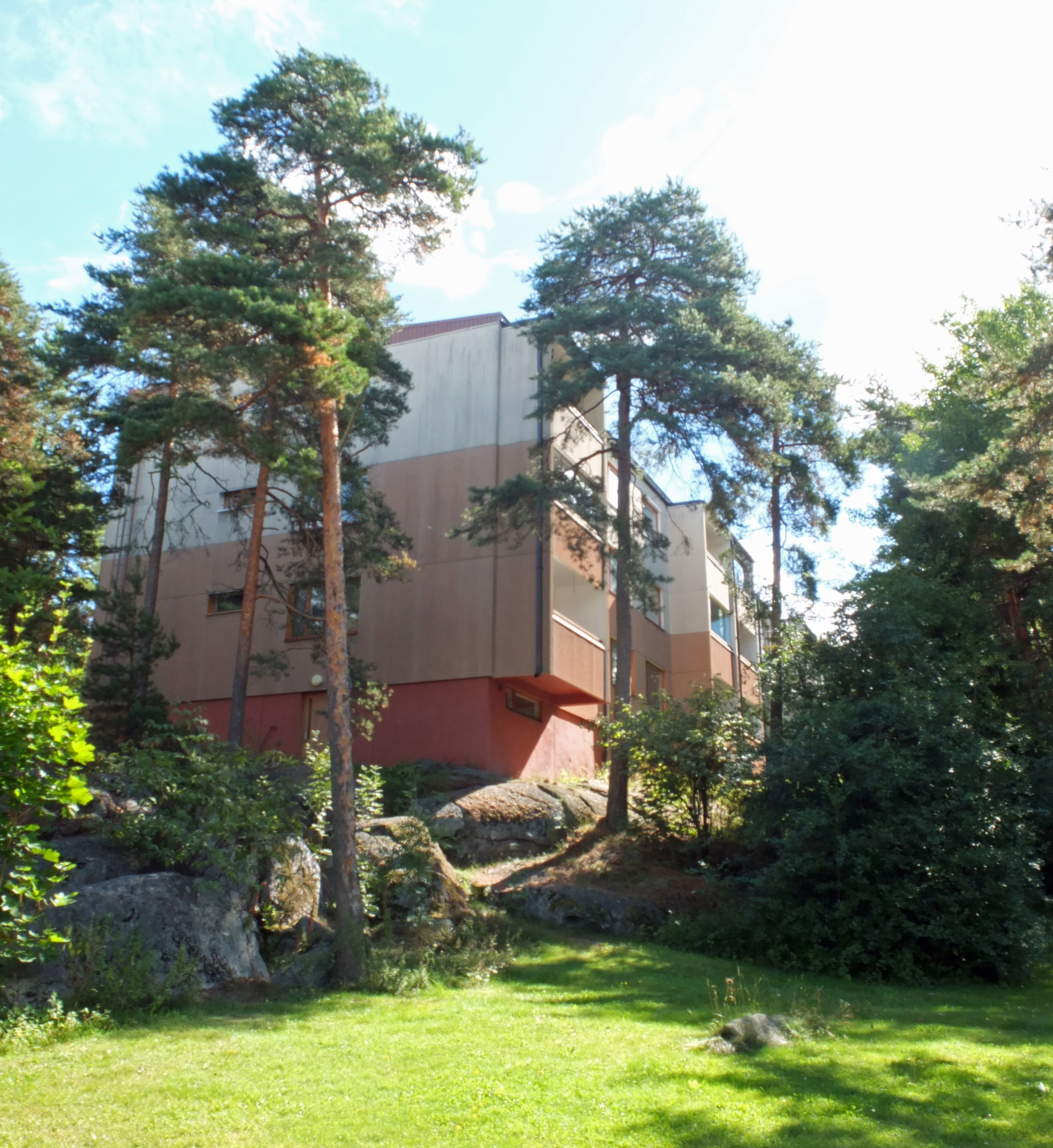
Vienola.
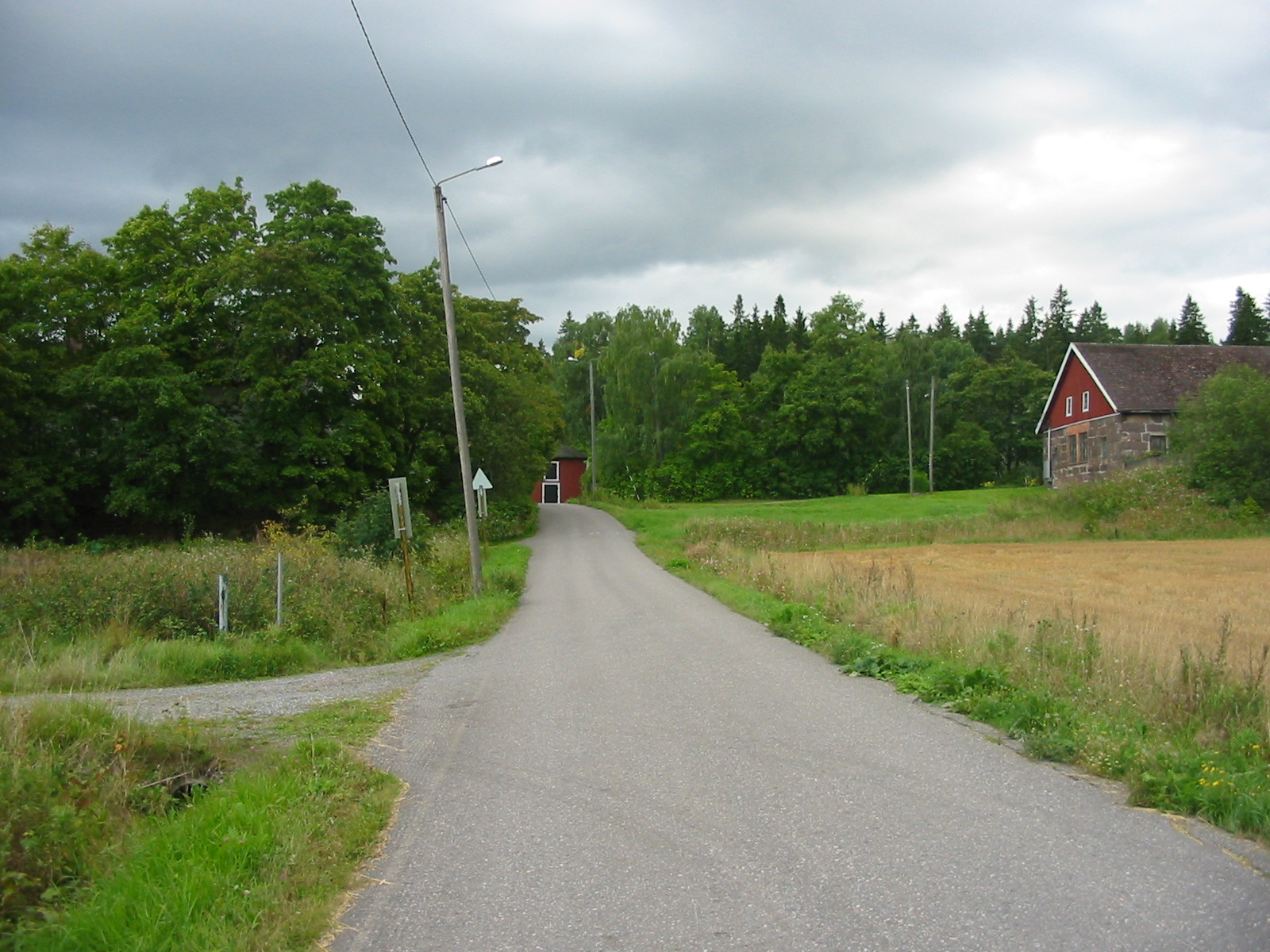
Le village Pahaniemi.
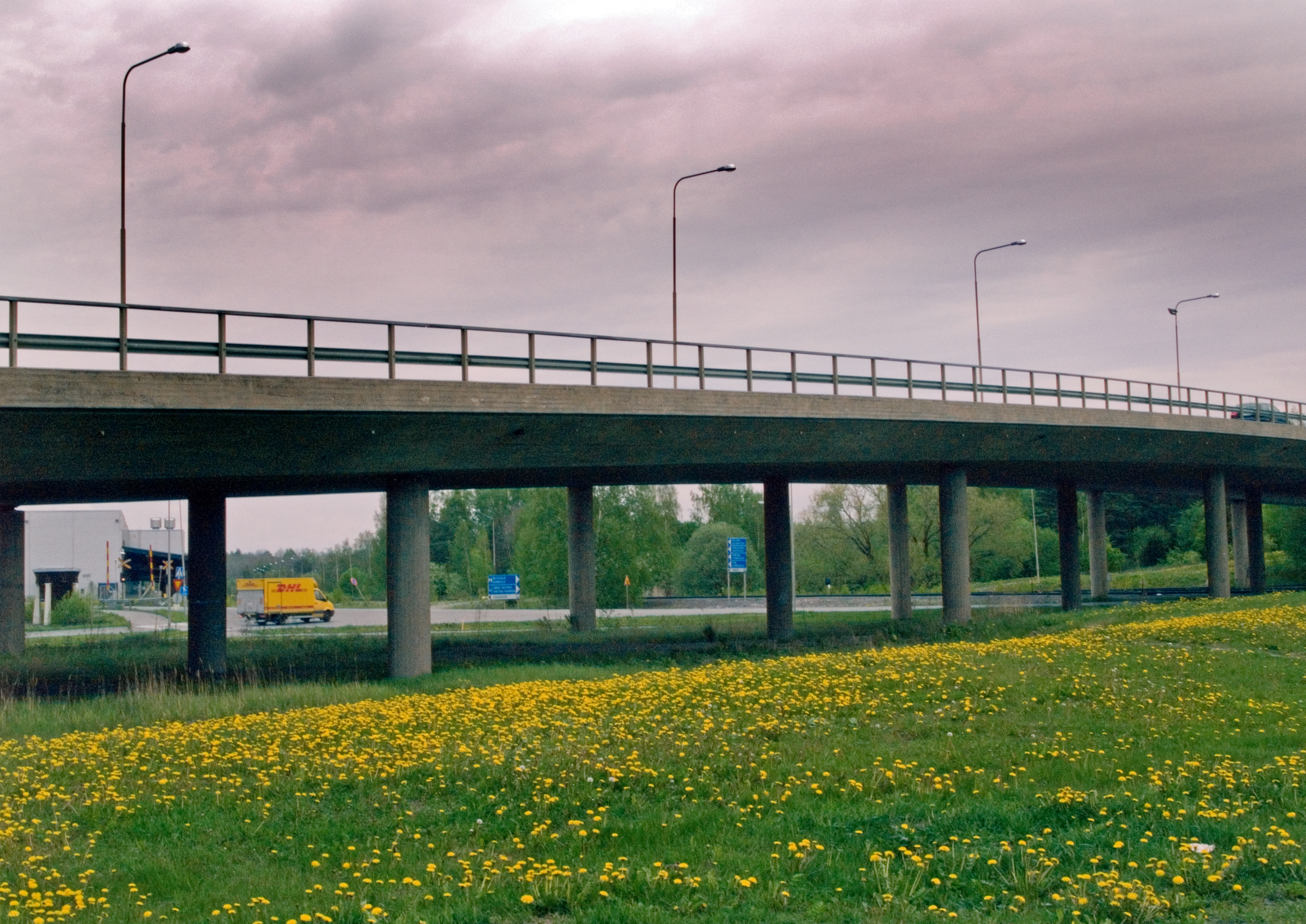
Pont de Pahaniemi.